# Cycle de Cori
Pour les articles homonymes, voir Cori.

Diagramme montrant le cycle de Cori.

Le cycle de Cori, du nom de Carl Ferdinand Cori et Gerty Theresa Cori, est un cycle complet, dans le foie et les muscles, qui rassemble toute la glycolyse et toute la gluconéogenèse. Dans un sens, il part du glucose pour arriver au pyruvate, puis au lactate par oxydation de NADH, puis repart de celui-ci pour reformer du pyruvate par réduction de NAD+ et finalement du glucose.

## Origine du pyruvate
Le pyruvate utilisé lors de la gluconéogenèse provient de différentes sources: le lactate, le malate, l'alanine...